# OK
OK [ôkêj ali ókêj] (v celi besedi okay, slovensko okej) je ameriško-angleška beseda, ki označuje odobritev, sprejem, dogovor, privolitev, priznanje ali znak brezbrižnosti. Beseda OK se pogosto uporablja kot izposojena beseda v tujih jezikih, tudi v slovenščini. Opisali so jo kot najpogosteje izgovorjeno ali napisano besedo na planetu.  
Izvor OK je sicer sporen, a večina sodobnih referenčnih del trdi, da izvira iz okolice Bostona kot del modne muhe skrajševanja napačnega črkovanja v poznih 1830-ih letih. OK bi naj bila kratica "Oll Korrect", napačno črkovane besede za "All Correct" (slovensko "vse pravilno"). Ta izvor je prvi opisal jezikoslovec Allen Walker Read v šestdesetih letih prejšnjega stoletja. Številni skrajšani izrazi so bili takrat humoristično pretirano napačno črkovani. Eden od predhodnikov OK je bil OW, "oll wright".